# Arena Condá
Die Arena Condá ist ein Fußballstadion in der brasilianischen Stadt Chapecó, Bundesstaat Santa Catarina. Sie bietet 19.325 Plätze und dient dem Fußballverein Chapecoense als Austragungsort der Heimspiele.

## Geschichte
Die Arena Condá in Chapecó, einer Stadt mit ungefähr 180.000 Einwohnern im brasilianischen Bundesstaat Santa Catarina im Süden des Landes, wurde in den Jahren 2008 bis 2009 erbaut und am 1. Februar des letztgenannten Jahres eröffnet. Zum ersten Spiel im neuen Rund trafen sich die Mannschaft des zukünftigen Nutzervereins Chapecoense sowie ein anderes Team aus Santa Catarina, der FC Brusque, im Rahmen eines Matches um die Staatsmeisterschaft von Santa Catarina. Chapecoense konnte sich mit 4:1 durchsetzen, wobei der Spieler Nenem der erste Torschütze in dem neuen Stadion wurde. Chapecoense konnte in der Vergangenheit eher regional als im gesamten brasilianischen Fußball auf sich aufmerksam machen. In den Jahren 1977, 1996, 2007 und 2011 gewann man viermal die Staatsmeisterschaft von Santa Catarina. Zudem gelang mit Platz zwei in der Série B 2013 nach 34 Jahren wieder die Rückkehr in die Série A, Brasiliens höchste Fußballliga. Somit bekommt die Arena Condá im Jahr 2014 Erstligafußball zu sehen.
Nach dem Aufstieg in die Série A baute Chapecoense sein Stadion nach nur fünf Jahren des Bestehens schon ein erstes Mal um. Von zuvor 15.000 wurde die Zuschauerkapazität der Arena auf jetzt 22.600 Plätze erhöht. Erst 2009 hatte die Arena Condá das Estádio Regional Índio Condá als vorherige Heimstätte von Chapecoense abgelöst. Das alte Stadion war 1976 eröffnet worden und bot zum Ende hin 12.800 Zuschauern Platz. Nach Fertigstellung der neuen Arena Condá wurde es abgerissen.
Zur Saison 2025 soll das Stadion mit Kunstrasen ausgestattet werden. Die Investitionen hierfür sollen sich auf fünf bis sechs Millionen Real belaufen.